# Alex Poelman
Alex Poelman (* 18. Juli 1981 in Arnheim) ist ein niederländischer Hornist und Komponist.

## Leben und Karriere
Im Alter von 11 Jahren fing er in einem lokalen Musikverein an, Horn zu spielen. Nach dem Erreichen der Hochschulreife zog er nach Enschede, um an der dortigen Universität Informatik zu studieren. Als Hornspieler war er währenddessen im Jugendblasorchester der Niederlande aktiv, sowie im Blasorchester "Wilhelmina Glanerbrug", einem der besten Amateurorchester in den Niederlanden, in dem er heute noch spielt.
Während des Studiums fing er an, Stücke für kleine Ensembles und später auch für Blasorchester zu komponieren. Seine erste Komposition für Blasorchester war Volcano (2001), seine erste Symphonie "The Seven Wonders of the Ancient World" (2004) wurde ein großer Erfolg und wird überall auf der Welt aufgeführt. Die Uraufführung erfolgte jeweils mit dem Blasorchester "Wilhelmina Glanerbrug", später wurden seine Kompositionen auch vom KMKJWF (Koninklijke Militaire Kapel "Johan Willem Friso") im Zuge einer CD-Produktion aufgenommen. Bekannte Kompositionen, die folgten, sind z. B. D-Day, Jeanne d’Arc oder Pinocchio. Seine Stücke werden von Orchestern auf der ganzen Welt gespielt, so zum Beispiel in den USA, Brasilien, Japan und ganz Europa. Die Kompositionen werden seit 2003 von "Molenaar Edition BV" verlegt.

## Werke (Auswahl)
- 2001: Volcano
- 2002: Theseus
- 2004: Symfonie nr. 1 - "The Seven Wonders of the Ancient World"
- 2005: D-Day
- 2005: Aquila Chrysaetos
- 2006: Jeanne d’Arc
- 2006: Nahr-al-Alwaan
- 2008: Pinocchio
- 2009: Christmas Island: Crab Migration
- 2010: Biesbosch Line Crossers